# Ivo Colucci
Ivo Colucci (Livorno, 30 settembre 1914 – ...) è stato un ingegnere e progettista italiano, realizzatore di alcuni modelli dell'Alfa Romeo.

## Biografia

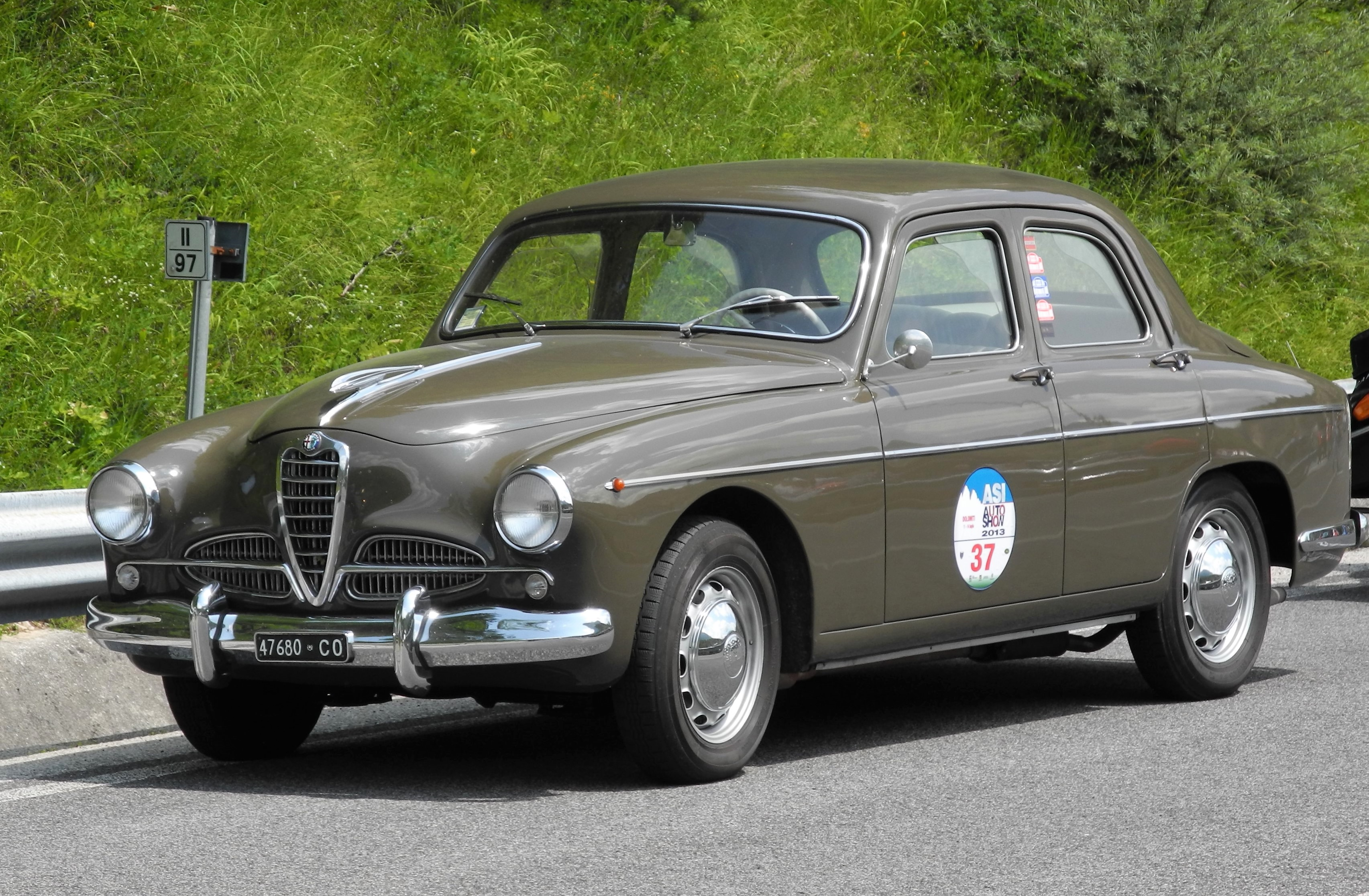
Alfa Romeo 1900 disegnata da Ivo Colucci

Dopo un periodo di apprendistato come incisore di reliquie religiose, nel 1932 venne assunto dall'Alfa Romeo come operaio nell'officina di carrozzeria del Portello. In seguito n 1946 divenne responsabile e direttore del reparto progettazione della carrozzeria, occupandosi anche nel disegnare i prototipi preserie delle vetture prima della messa in produzione. La prima vettura su cui lavoro fu La Freccia Oro, per poi passare all'Alfa Romeo 1900, dove si occupò della progettazione di telaio e carrozzeria, ma soprattutto dell'ingegnerizzazione e dell'assemblaggio sulle linee di produzione. In seguito venne nominato a capo del Ufficio Stile (poi chiamato centro stile Alfa Romeo) insieme a Scarnati. Successivamente passò al progetto Giulietta, alla Giulietta SZ e poi ad inizio anni 60 prese parte alla progettazione della Giulia.

## Modelli progettati
- Alfa Romeo 6C 2500 Freccia d'Oro
- Alfa Romeo 1900 (1950)[6]
- Alfa Romeo Giulietta (1955)
- Alfa Romeo Giulietta SZ

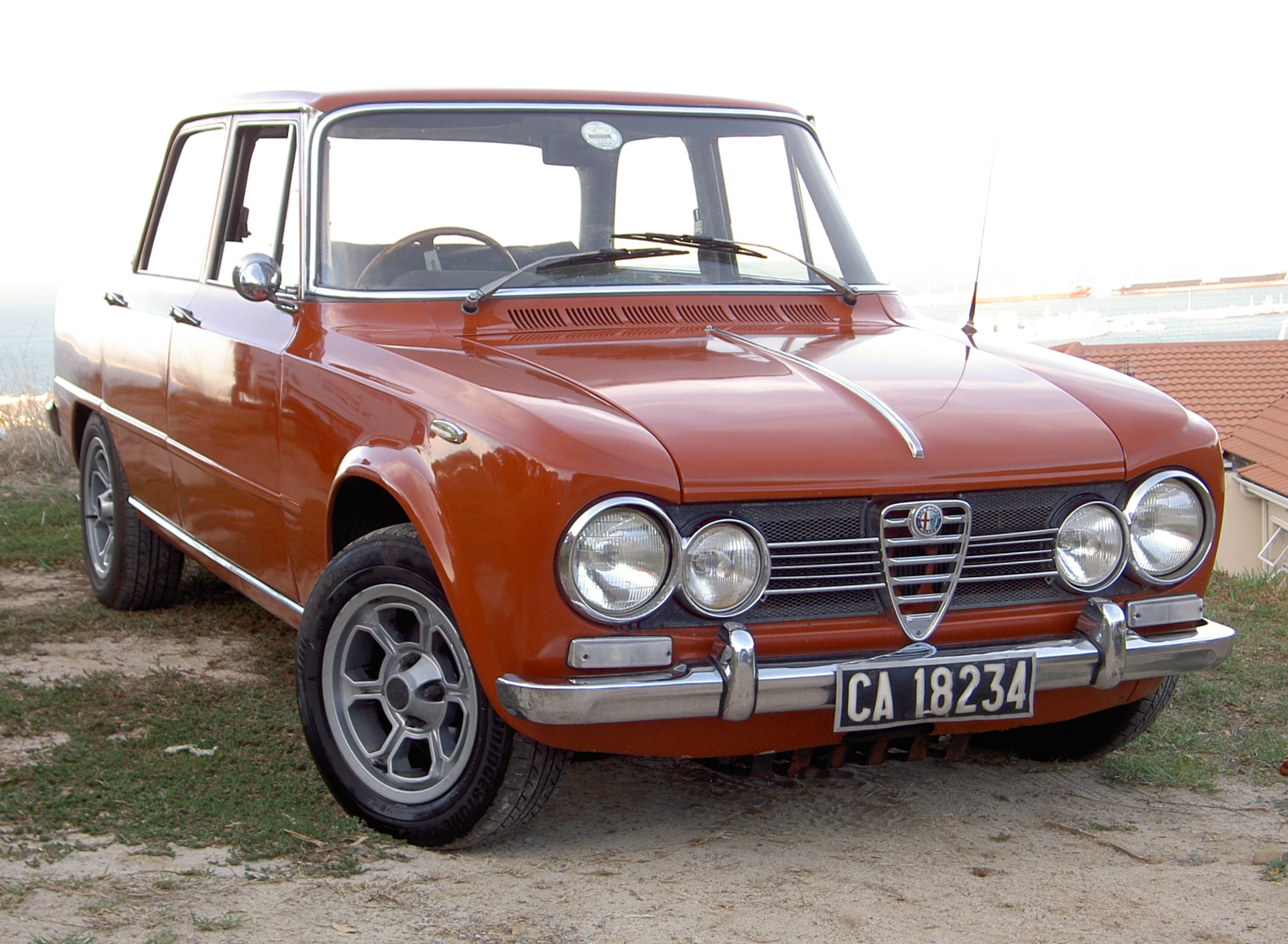
Alfa Romeo Giulia progettata da Colucci insieme a Scarnati

- Alfa Romeo Giulietta Sprint (1957)
- Alfa Romeo Giulia (1962)